# Brigada Obrera de Lucha Armada
La Brigada Obrera de Lucha Armada (BOLA) fue un comando guerrillero del Partido de los Pobres (PDLP).
Estaba integrado por María Dolores, Amalia y Jacobo Gámiz, hermanos del chihuahuense Arturo Gámiz García, el cual dirigió el asalto al cuartel de Madera ocurrido el 23 de septiembre de 1965.

## Historia y actividades
Amalia Gámiz fue uno de los miembros más importantes del grupo, nacida el 31 de diciembre de 1951 en la Ciudad de México, hermano del guerrillero Arturo Gámiz García. Fue arrestada el 25 de abril de 1973, por su participación en el asalto al Banco Comercial Mexicano, en la Ciudad de México, además de arrestar a más miembros del grupo, quedando prácticamente desarticulado. El 6 de mayo de 1973, ella, junto a 29 personas, viajaron en un avión de la Fuerza Aérea Mexicana a La Habana, Cuba, después de ser canjeada por el cónsul de los Estados Unidos en Guadalajara, Jalisco, Terrance George Leonhardy.